# Die missbrauchten Liebesbriefe
Die missbrauchten Liebesbriefe, in Deutschland Die mißbrauchten Liebesbriefe, ist ein Schweizer Spielfilm aus dem Jahre 1940 von Leopold Lindtberg mit Paul Hubschmid und Anne-Marie Blanc in den Hauptrollen. Der Film entstand nach der gleichnamigen Literatursatire aus dem Novellenzyklus Die Leute von Seldwyla (1865) von Gottfried Keller.

## Handlung
Im schweizerischen Seldwyla, Mitte des 19. Jahrhunderts. Kaufmann Viggi Störteler, der unter dem Pseudonym Kurt von Walde schriftstellerischen Ambitionen nachgeht und bereits einige Novellen und Essays verfasst hat, muss für vier Monate nach Berlin reisen. Aus diesem Anlass plant er einen «Briefwechsel zweier Zeitgenossen: Kurt – Alwina». Dafür schreibt er seiner Frau Gritli, einer einfachen Person, die seinen literarischen Ergüssen nicht folgen kann und dabei auch gern einmal einschläft, einen wortreichen und schwülstigen Liebesbrief, den sie doch bitte geistreich, unterschrieben mit «Alwina», beantworten möge. Daraus solle sich ein reger Schriftverkehr ergeben, den Viggi irgendwann einmal zu veröffentlichen gedenkt. Da sie zu derlei Dingen keinerlei Bezug hat, greift Gritli zu einer List: Sie schreibt kurzerhand Viggis Brief ab, unterzeichnet mit ihrem Namen und steckt ihn kommentarlos dem jungen, scheuen Dorflehrer Wilhelm zu, der erst vor kurzen in Seldwyla seine neue Stellung angetreten hat. Der aber glaubt, dass dieser Brief der Beginn einer kochenden Leidenschaft zwischen ihm und dem jungen Mädchen werden könnte und antwortet ihr verliebt. Gritli nimmt nun dessen wohlschmeckende Worte, schreibt sie kurzerhand ab und «verkauft» diese, nunmehr an ihren fernen Gatten gesendet, als ihre beziehungsweise «Alwinas» Antwort auf Viggis bzw. «Kurts» ersten Liebesbrief. Nun beginnt ein reger Schriftverkehr, der Viggi glauben machen lässt, dass seine literarischen Bemühungen bei seiner Frau nun doch Früchte getragen haben.
Jedenfalls ist er entzückt von ihren Worten. Gritli hat bei ihrer Charade Glück, denn der scheue Wilhelm belässt es bei seiner glühenden Liebespost aus der Ferne und kommt nicht auf die Idee, irgendwann einmal den nächsten Schritt zu wagen und mit ihr direkt von Angesicht zu Angesicht sprechen zu wollen. Als Viggi Störteler eines Tages nach Seldwyla heimkehrt, sieht er Wilhelm im Wald vor sich hinträumen, um ihn herum die Liebesbriefe drapiert. Wilhelm läuft davon und lässt die Schreiben zurück, die Viggi sofort entdeckt und liest. Im Nu hat er begriffen, dass man ihn veralbert hat. Zornesrot verstösst er seine Frau vor aller Mitbewohner Augen, und auch Wilhelm verliert, durch den Dorfklatsch ins Gerede gekommen, seinen Posten. Es dauert nicht lang, da heiratet Viggi Störteler erneut, diesmal eine glühende Verehrerin seiner Sprachergüsse. Gritlis gleichgültiges Verhalten Wilhelm gegenüber hat den verträumten und zart besaiteten jungen Mann sichtlich mitgenommen, so dass dieser sich als Weinbauer in die Einsiedelei zurückzieht. Doch Gritli hat derweil Interesse an dem Geige spielenden Schöngeist gefunden und sucht ihn, in Verkleidung, in seinem selbstgewählten Exil auf. Wilhelm ist in dem zurückliegenden Jahr reifer geworden, was Gritli sehr gefällt. Nach einem gemeinsamen Spaziergang sinkt sie in seine Arme. Dann kehren die beiden, begleitet von Seldwyler Volk, in die Gemeinde zurück.

## Produktionsnotizen
Die Dreharbeiten zu den Missbrauchten Liebesbriefe fanden von August bis Oktober 1940 statt. Die Innenaufnahmen entstanden im Filmstudio Rosenhof in Zürich, die Aussenaufnahmen wurden in Stein am Rhein, Regensberg, Grüningen, Wallisellen, Greifensee, Diessenhofen, Mellingen, Bremgarten und Zofingen hergestellt. Die Uraufführung erfolgte am 30. Oktober 1940 im Zürcher Urban-Kino. In Deutschland lief der Film erst 1949 an.
Die Produktionsleitung lag in den Händen von Heinrich Fueter, die Filmbauten entwarf Robert Furrer. Im künstlerischen Beirat sass der berühmte deutsche Bühnenbildner Teo Otto. Es sang der Chor der Berner Singbuben unter der Leitung von Hugo Keller.
Die missbrauchten Liebesbriefe kosteten etwa 150.000 Schweizer Franken. Rund 900.000 Schweizer Kinogänger sahen den Film, der somit ein grosser Kassenerfolg wurde. Bei der Biennale in Venedig holte er 1941 den Coppa Mussolini.

## Kritiken
„Die Entdeckung des Jahres auf dem Gebiet der Komödie.“

„Viele Szenen sind draußen aufgenommen, sie haben alle Vorzüge einer romantischen und dennoch behutsamen Bemühung um Anmut, Zartheit, Stille. In den Gestalten des träumerischen Lehrers, den der junge Paul Hubschmid darstellt, und der arg verkannten Ehefrau Gritli (Annemarie Blanc) ist Kellersche Poesie. Hier ist dem Regisseur Leopold Lindtberg auf den Spuren mancher stillen deutschen Filme Glückliches gelungen.“

„Die Liebesbriefe weisen ein Merkmal auf, das im Schweizer Filmschaffen quasi inexistent ist: Charme. Max Ophüls, der den Film anlässlich seines kurzen Zürichaufenthalts im Winter 1940/41 visionierte, war entzückt, „gerührt und überrascht, dass hier so etwas entstehen konnte“. (…) Dieser Erfolg im heiteren Fach der Liebeskomödie hängt vielleicht ebenso mit der zarten Ironie der von Poesie überschäumenden Kellernovelle wie mit der Wiener Sensibilität ihres Regisseurs zusammen…“

„…behagliche, mit sarkastischen Lichtern durchsetzte Kleinstadtidylle...“

Im Lexikon des internationalen Films heisst es: „Die Verfilmung der Novelle von Gottfried Keller vergröbert den Gegensatz der Charaktere merklich. Die oberflächliche, teils idyllische Biederkeit wird weder der Liebes- und Ehegeschichte noch der darin enthaltenen Zeitkritik gerecht.“

„Mit seiner Mischung von Basler Dialekt und gestelztem Hochdeutsch war Alfred Rasser die Idealbesetzung für die Gottfried-Keller-Verfilmung DIE MISSBRAUCHTEN LIEBESBRIEFE.“